# 基督城清真寺槍擊案
基督城清真寺槍擊案（英語：Christchurch mosque shootings）發生于2019年3月15日新西蘭夏令節約時間下午1時40分（UTC 0時40分），一個恐怖份子闖入紐西蘭基督城的光明清真寺和林伍德伊斯蘭中心，共造成51人死亡。新西兰总理傑辛達·阿德恩定性该事件為恐怖襲擊。
其中一個恐怖份子行兇時通過Facebook进行現場直播。當局確認其中一個恐怖份子為在澳洲出生的28歲男子布伦顿·塔兰特。那個恐怖份子在他的枪和社交媒体展示有新納粹主義符号、基督徒打败穆斯林战役的名称、歐洲恐襲中恐怖份子的姓名以及為了羅瑟勒姆性侵案。目擊者看到多人受到枪击倒地，受害人不分性別年紀。報導亦指司直蘭街（英語：Strickland Street）一輛被撞毀的車內發現一個炸彈。是次槍擊案为1997年華利姆大屠殺（Raurimu Massacre）後新西蘭首宗大型槍擊案，亦是1809年的博依德大屠殺之後發生在紐西蘭最嚴重的屠殺事件。该槍手持有半自動步槍及簡易爆炸裝置施襲，武器使用也相當熟練；加上當地學生於同日發生罷課遊行呼籲關注全球暖化議題，事件引起各方高度關注。紐西蘭之前採用較寬鬆的槍枝管制政策，2017年全國槍證申請通過率達到99.6%，另據警方估計2019年紐西蘭僅半自動軍用步槍持有人接近7000人。

## 襲擊事件

### 域卡頓光明清真寺
努爾清真寺位於域卡頓的迪恩斯大街（Deans Ave），是此次襲擊中遇襲地之一。當局相信遇襲時有超過500人在清真寺內參加主麻日。一名住在清真寺附近的居民向記者表示，其親眼目睹槍手在行車路上放下自動武器後逃離現場。

### 林伍德伊斯蘭中心
林伍德伊斯蘭中心是此次襲擊中第二個遇襲的地方，当地警方證實兩宗襲擊存在關連。

### 土製炸彈
当地警方在一台車輛上發現了數個簡易爆炸裝置，其後國防軍引爆了所有爆炸裝置，無人受傷。被發現的土製炸彈都被連接至一個不明裝置。

### 社群直播
其中一名槍手行兇時在Facebook上進行了長達16分鐘的網路直播，其自稱為28歲的「布倫頓·塔蘭特」，在澳洲出生。在行兇前，他在8chan發佈了一標題為「大顛覆（The Great Replacement）」的宣言，相信是參考自「白人種族滅絕陰謀論」和「大颠覆陰謀論」。塔蘭特在宣言中概述了他的攻擊，聲稱從不列顛法西斯聯盟領導人奥斯瓦尔德·莫斯利那里獲得靈感，並將其稱為“族群民族主义法西斯主義者”。槍手的Twitter帳戶曾經發佈新納粹主義的十四字真言和黑太陽 (符號)，並寫上仇外言論。此直播被轉發至多個直播平台，包括LiveLeak和YouTube。包括新西兰电信、新西蘭沃達丰在內的多個新西蘭互聯網服務供應商已經限制網民瀏覽LiveLeak等發布肇事直播片段的服務平台。

## 疑犯
嫌犯布伦顿·塔兰特曾表示“我年轻的时候曾是一名共产主义者，后来是无政府主义者、自由意志主义者，最后为生态法西斯主义者。”在其宣言中，塔兰特表示他是美国总统特朗普的支持者。同时，塔兰特表示欣赏中华人民共和国，称中国最符合他的政治和社会价值观。
布伦顿·塔兰特携带的一只弹匣写着“为了罗瑟勒姆、亚历山大·比索内特和卢卡·特拉伊尼”（For Rotherham, Alexandre Bissonette, Luca Traini）。罗瑟勒姆性侵案是1997-2013年间发生在英国罗瑟勒姆的多宗少女被性侵犯的案件，犯案者大多是巴基斯坦裔男子。虽然受害人向警方求助，可是地方当局知悉疑犯是少数族裔后，担心被指责种族歧视而不愿跟进调查。亚历山大·比索内特（Alexandre Bissonnette），2017年曾持枪袭击加拿大魁北克市清真寺（Quebec City mosque shooting）。卢卡·特拉伊尼（Luca Traini），2018年在意大利马切拉塔市向非洲裔难民开枪（Attentato di Macerata）。

### 武器
疑犯在此案中使用了五把合法所得的武器，分别是两把半自动步枪，两把滑膛枪和一把杠杆式火器。根据媒体事后曝光的图片，其中一把枪的握把部分写满了历史人物的名字。这些被写上去的历史人物都是基督教历史上因为抗击伊斯兰文明而留下功绩的人，包括第一次十字军东征时的领袖博希蒙德一世，抗击奥斯曼帝國的保加利亞第二帝國王子康斯坦丁二世。

### 其他被拘留者
2019年3月15日，警務處處長邁克·布什在新聞發布會上表示，最初有三男一女涉嫌與恐怖襲擊有連繫而被扣留，其中一名28歲男子為澳洲人。其中一人後因證實並非涉事而獲釋。
2019年3月17日，迈克·布什表示，除主要嫌疑人（布伦顿·塔兰特）外的其他三名被捕人员没有被指控与袭击有关，并且似乎没有参与袭击事件，但这不是警方的最终结论。

## 後續

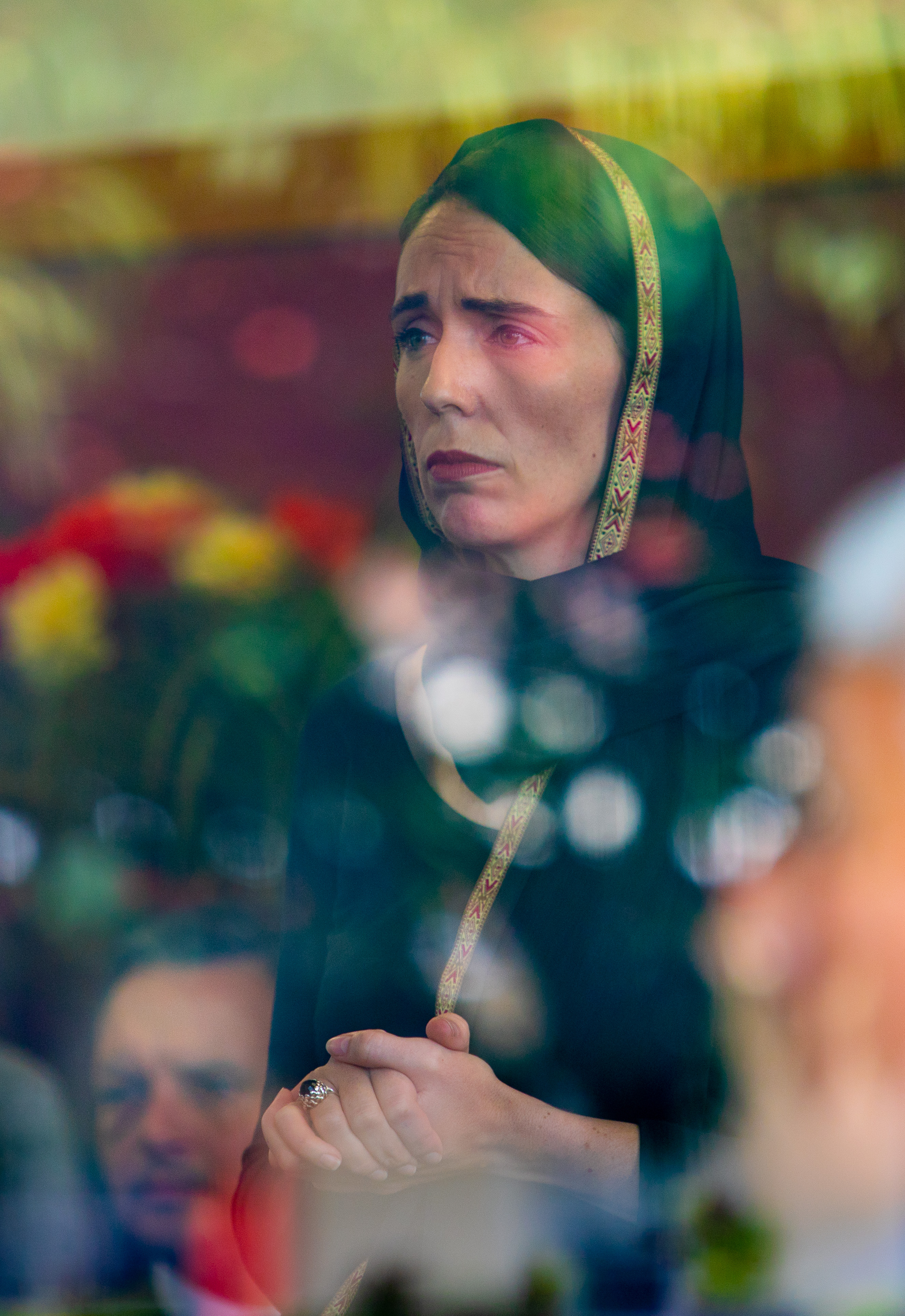
新西蘭總理傑辛達·阿德恩在恐襲後翌日到訪基督城內的穆斯林社區

恐襲的生還者被送到附近的醫院，其中基督城醫院戒備森嚴。坎特伯雷区衛生局事後啟動大量傷患應變計劃。
遇襲清真寺附近的學校都被封鎖，執法部門呼籲全國所有清真寺即時關閉，直至另行通知，警方亦已經派出警員到所有清真寺加強保安。紐西蘭支線航空宣布以安全為由，所有由基督城國際機場起飛的航班已被取消。國內外安全協調委員會召開緊急會議，統籌政府各部門回應恐襲。
2018－2019年孟加拉及新西蘭板球隊比賽的第三場板球對抗賽亦因安全問題而暫停。孟加拉國家板球隊亦計劃到光明清真寺參觀，但進入寺內前不久即發生恐怖襲擊。隊員其後逃離現場，並返回赫利體育場的更衣室。
恐襲兇手在襲擊前於社交媒體上表示計劃攻擊達尼丁的正道清真寺（Al Huda Mosque），因此新西蘭警方的武裝分子特務隊搜查達尼丁安達臣灣的一間住所。警方亦封鎖清真寺附近薩默維爾街的部分路段，以及疏散住戶。奥塔哥大学以安全隱憂為由，宣布延後原定在襲擊翌日舉行的150週年街頭匯演。
据俄罗斯卫星网援引新西兰媒体报导，新西兰奥克兰市火车站和商场附近至少发生两起爆炸，暂时没有伤亡报告。后经证实，两个包裹中装有的物品为工程施工设备，与爆炸案无关。
事后新西兰一名18岁男子传播基督城清真寺枪击事件网络直播视频，并且发布一张照片，以努爾清真寺为背景，写道“目标锁定”，且网络聊天信息多有煽动极端暴力，该男子于3月15日事发当日被逮捕，法院裁定其不得保释。
槍擊案發生一周內，新西蘭迅速修改槍支法，军用半自动步枪和突击步枪被禁止。
2019年4月4日，凶手的母国澳大利亚议会通过一项政府提交的法案，认定社交媒体平台放任用户直播暴力画面构成犯罪，企业主管可判处3年监禁再加1050万澳元或相当于企业年营业额10%的罚款；社交平台明知用户直播发生在澳大利亚境内的暴力行径而没有通报澳大利亚联邦警察，将处以最高84万澳元罚款。
2020年8月27日，兇手布伦顿·塔兰特被判终身监禁且不得假释。这是新西兰历史上最严厉的判决。

## 反應

### 國內
新西兰：
- 时任总督帕齊·雷迪：對死難者表示哀悼，呼籲民眾珍視同情、善良和寬容的價值觀。[61]
- 總理傑辛達·阿德恩：事件為精心策劃、史無前例的「極端暴力事件」和「恐怖襲擊」，是「新西蘭最黑暗的日子之一」，並呼籲民眾警惕[1][2]。同時又為防止散播種族主義仇恨，她更拒絕提起槍手的名字：「他想尋求惡名，但我們紐西蘭不會給他任何東西，連名字都不給。」[62]

### 國際
- 英国

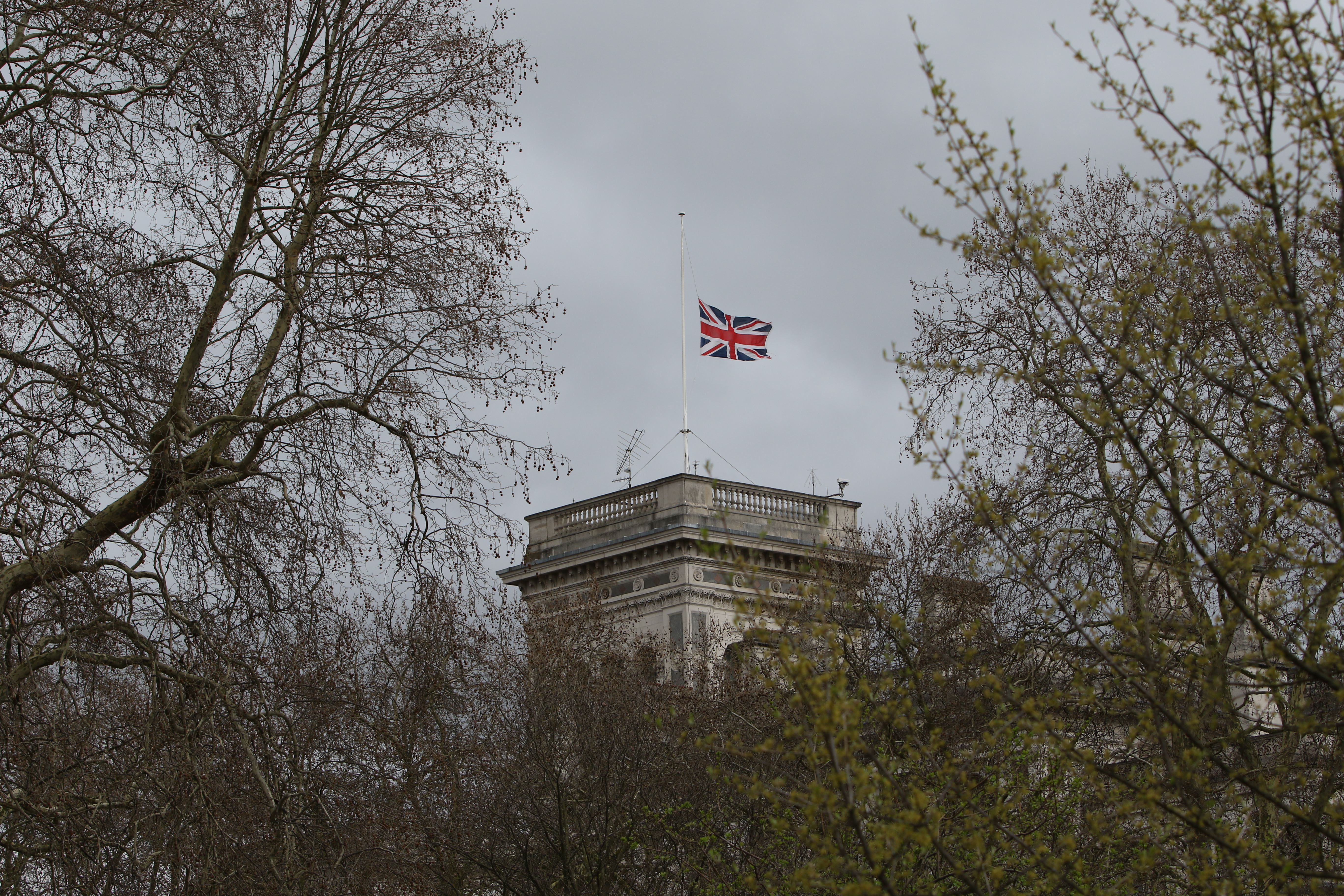
英國外交及聯邦事務部的國旗在恐襲後下半旗致哀

  - 女王伊丽莎白二世：對事件表示深切哀痛，向遇難者的家人和朋友表示哀悼，也問候所有新西蘭人民，並表示對於新西蘭這個偉大的國家來說，這是一場極大的悲劇。[63]
  - 首相文翠珊：这次恐怖袭击十分可怕，代表英国向新西兰人民致以最深切的哀悼[64]。
- - 总督彼得·柯茲葛洛夫爵士：表达所有澳大利亞人最深切和最誠摯的哀悼，譴責這種懦弱的行為[65]。
  - 总理斯科特·莫里森：对此次袭击表示悲伤、震惊和愤怒，谴责袭击者是“极右翼暴恐分子”[66]，亦向新西蘭表達支持。莫里森亦證實澳洲執法部門（英语：Law enforcement in Australia）已經拘留一名疑犯，涉嫌與恐怖襲擊有聯繫[67][68][69]。
  - 新南威爾士州督大卫·赫利：此次袭击令人发指[70]。
- 马来西亚
  - 首相马哈迪·莫哈末认为仇恨会导致一个人做出最野蛮的行为，他因此呼吁穆斯林一定不可企图报复恐怖分子，反之应该要遵从可兰经禁止杀害的教导[71]。此外他也促请新西兰政府将肇事者绳之以法[72][73]。同年10月16日，马哈迪在布城办公室接见在枪击案中2名遭枪伤的马来西亚人以及其家属[74][75][76]。
  - 副首相旺阿兹莎于3月27日和新西兰副总理温斯顿·彼特斯举行会谈后的联合记者会上称，马来西亚和新西兰已同意加强双边合作，合作打击恐怖主义。她代表马来西亚政府，向新西兰政府、新西兰人民及遇难者家属表示衷心的哀悼[77][78][79]。
  - 駐紐西蘭高級專員（英语：List of High Commissioners of Malaysia to New Zealand）：證實兩名大馬公民受傷，其中一名为飞行模拟器操作员莫哈末塔米兹[80]。
  - 外交部：譴責襲擊並向死者及其家屬表達支持[81][82]。
  - 首相署部長慕加希、人民公正黨黨主席安华·依布拉欣和经济事务部长阿兹敏阿里：譴責恐怖襲擊並向死者表達哀悼[83]。
- 美国
  - 总统唐纳德·特朗普发推慰问，誓言与新西兰站在一起[84]。

- 中华人民共和国
  - 国家主席習近平向新西蘭總督帕齊·雷迪致慰問電，向遇難者表示沉痛的哀悼[85]。
  - 国务院总理李克強向新西蘭總理傑辛達·阿德恩致慰問電，向遇難者表示深切哀悼，向傷者和受害者家屬致以誠摯慰問[86]。
- 中華民國
  - 总统蔡英文在推特發表聲明，向死傷者表達哀悼[87]。
- 、 德国、 巴基斯坦、 苏格兰、 西班牙、 土耳其、 瑞典等国家和地区都譴責襲擊事件。多國領袖都將事件歸咎於伊斯兰恐惧症。全球多處的政治人物和名人都表達哀悼。

### 社交媒體
- YouTuber Pewdiepie：在推特上對於自己被兇手提及感到十分憤慨。澳洲籍槍手曾在直播開始时便向觀眾表示「訂閱Pewdiepie」。[88]
- 極右支持者：在8chan上收看恐襲直播和在Reddit、Facebook、Twitter上觀看直播影片的極右人士紛紛慶祝。相關影片已被下架。[89]

## 争议事件

### 马来西亚政治人物评论事件
枪击案发生后，马来西亚柔佛州明吉摩州议员周忠信发出文告评论此事件，当中提到巫伊结盟，指巫统及伊斯兰党合作，鼓吹种族与宗教主义，或遭外国恐怖组织利用。此文告内容在发布后遭到多方挞伐，周忠信被抨击破坏社会和谐和不尊重穆斯林感受。他最终为此事件三度道歉。

## 相關
- 新西蘭的伊斯蘭教（英语：Islam in New Zealand）
- 新西蘭屠殺案列表（英语：List of massacres in New Zealand）
- 匹兹堡犹太教堂枪击案
- 羅瑟勒姆性侵案
- 2015年南卡羅萊納州查爾斯頓槍擊案
- 魁北克市清真寺槍擊案
- 右翼恐怖主义
- 2019年斯里蘭卡連環爆炸

## 註释
1. ↑  原文如此。应为魁北克城清真寺枪击案的袭击者Alexandre Bissonnette